# Arrondissement de Saale-Orla
L'arrondissement de Saale-Orla est un arrondissement (« Landkreis » en allemand) de Thuringe (Allemagne).
Son chef-lieu est Schleiz.

## Villes, communes & communautés d'administration
(nombre d'habitants le 31 décembre 2014)
| Villes ¹ remplit les fonctions administratives pour d'autres communes 1. Bad Lobenstein (6 073) 2. Gefell (2 498) 3. Hirschberg (2 183) 4. Neustadt an der Orla (8 164) 5. Pößneck (12 072) 6. Saalburg-Ebersdorf (3 469) 7. Schleiz (8 477) 8. Tanna (3 703) 9. Wurzbach (3 208) | Communes - Communes autonomes : 1. Remptendorf, (3 551), remplit aussi les fonctions administratives pour : 1. Burgk (98) La ville de Neustadt an der Orla remplit les fonctions administratives pour : 1. Kospoda (416) 2. Linda bei Neustadt an der Orla (375) 3. Stanau (128) |

Communautés d'administration
* siège d'une communauté d'administration
| 1. Verwaltungsgemeinschaft Oppurg (5 614) 1. Bodelwitz (574) 2. Döbritz (187) 3. Gertewitz (148) 4. Grobengereuth (205) 5. Langenorla (1 279) 6. Lausnitz (327) 7. Nimritz (326) 8. Oberoppurg (166) 9. Oppurg * (1 235) 10. Quaschwitz (71) 11. Solkwitz (65) 12. Weira (375) 13. Wernburg (656) 2. Verwaltungsgemeinschaft Ranis-Ziegenrück (7 449) 1. Crispendorf (386) 2. Eßbach (240) 3. Gössitz (320) 4. Keila (66) 5. Krölpa (2 666) 6. Moxa (83) 7. Paska (113) 8. Peuschen (470) 9. Ranis, ville * (1 690) 10. Schmorda (90) 11. Schöndorf (279) 12. Seisla (145) 13. Wilhelmsdorf (244) 14. Ziegenrück, ville (677) 3. Verwaltungsgemeinschaft Saale-Rennsteig (4 855) 1. Birkenhügel (375) 2. Blankenberg (925) 3. Blankenstein * (762) 4. Harra (840) 5. Neundorf (bei Lobenstein) (582) 6. Pottiga (412) 7. Schlegel (328) | 4. Verwaltungsgemeinschaft Seenplatte (5 107) 1. Bucha (95) 2. Dittersdorf (478) 3. Dreba (244) 4. Görkwitz (286) 5. Göschitz (237) 6. Kirschkau (235) 7. Knau (616) 8. Löhma (289) 9. Moßbach (405) 10. Neundorf (près de Schleiz) (283) 11. Oettersdorf * (828) 12. Plothen (275) 13. Pörmitz (172) 14. Tegau (412) 15. Volkmannsdorf (252) 5. Verwaltungsgemeinschaft Triptis (6 092) 1. Dreitzsch (412) 2. Geroda (251) 3. Lemnitz (405) 4. Miesitz (290) 5. Mittelpöllnitz (272) 6. Rosendorf (176) 7. Schmieritz (399) 8. Tömmelsdorf (129) 9. Triptis, ville * (3 758) |